# Drepanulatrix columbaria
Drepanulatrix columbaria là một loài bướm đêm trong họ Geometridae.